# Entrenador del Año de la American Basketball Association
El Entrenador del Año de la ABA fue un premio entregado por la ABA al mejor entrenador de la temporada. El primer galardonado fue Vince Cazzetta de los Pittsburgh Pipers.

## Ganadores
|  | Elegido en el Basketball Hall of Fame como entrenador |

| Temporada | Entrenador     | Nacionalidad   | Equipo            |
| --------- | -------------- | -------------- | ----------------- |
| 1967-68   | Vince Cazzetta | Estados Unidos | Pittsburgh Pipers |
| 1968-69   | Alex Hannum    | Estados Unidos | Oakland Oaks      |
| 1969-70   | Bill Sharman   | Estados Unidos | Los Angeles Stars |
| 1969-70   | Joe Belmont    | Estados Unidos | Denver Rockets    |
| 1970-71   | Al Bianchi     | Estados Unidos | Virginia Squires  |
| 1971-72   | Tom Nissalke   | Estados Unidos | Dallas Chaparrals |
| 1972-73   | Larry Brown    | Estados Unidos | Carolina Cougars  |
| 1973-74   | Babe McCarthy  | Estados Unidos | Kentucky Colonels |
| 1973-74   | Joe Mullaney   | Estados Unidos | Utah Stars        |
| 1974-75   | Larry Brown    | Estados Unidos | Denver Nuggets    |
| 1975-76   | Larry Brown    | Estados Unidos | Denver Nuggets    |